# Сардарабад (Хузестан)
Сардараба́д (перс. سرداراباد‎) — небольшой город на юго-западе Ирана, в провинции Хузестан. Входит в состав шахрестана Шуштар и является юго-западным пригородом его одноимённого центра.
На 2006 год население составляло 4 834 человека.

## География
Город находится в центральной части Хузестана, в северо-восточной части Хузестанской равнины, на высоте 36 метров над уровнем моря.
Сардарабад расположен на расстоянии приблизительно 75 километров к северу от Ахваза, административного центра провинции и на расстоянии 465 километров к юго-западу от Тегерана, столицы страны.